# FSV Treuen
Der FSV Treuen ist ein deutscher Fußballverein aus Treuen im Vogtlandkreis. Heimstätte des Clubs ist das Friedrich-Ludwig-Jahn-Stadion, der Verein steht in der Tradition der BSG Fortschritt Treuen.

## Verein
Der FSV Treuen wurde im Jahr 1945 unter der Bezeichnung SG Treuen gegründet. Die anfangs lose Sportgruppe agierte 1948/49 für eine Spielzeit in der Landesliga Sachsen (SBZ), welche nach lediglich drei Saisonpunkten mit dem letzten Rang abgeschlossen wurde.
Mit dem Einstieg der Sportvereinigung Fortschritt trat die SG in der Folgezeit als Fortschritt Treuen an, ein erneuter Wechsel des Trägerbetriebes folgte bis 1990 nicht mehr. 1972 gelang, gemeinsam mit Chemie Glauchau, der erstmalige Aufstieg zur Bezirksliga Karl-Marx-Stadt. Die damals dritthöchste Spielklasse der DDR hielt Fortschritt Treuen mit gesicherten Mittelfeldplätzen bis 1983, in der Spielzeit 1983/84 stieg Treuen mit dem Lokalrivalen Fortschritt Falkenstein wieder in den viertklassigen Bezirksklassenbereich ab.
Im Jahr 1990 vollzog der Verein eine Umbenennung in Rot-Weiß Treuen. Bereits 1992 löste sich die Fußballabteilung aus dem SV Rot-Weiß heraus und tritt seitdem als FSV Treuen in Erscheinung. Auf sportlicher Ebene spielt der FSV Treuen ausnahmslos im westsächsischen Lokalfußball. Aktuelle Spielklasse ist seit dem Aufstieg 2015 die Kreisliga A Vogtland.

## Statistik
- Teilnahme Landesliga Sachsen (SBZ): 1948/49
- Teilnahme Bezirksliga Karl-Marx-Stadt: 1972/73 bis 1983/84

## Personen
- Stefan Persigehl